# Bistrica (gmina Gradiška)
Bistrica (cyr. Бистрица) – wieś w Bośni i Hercegowinie, w Republice Serbskiej, w gminie Gradiška. W 2013 roku liczyła 432 mieszkańców.